# Euscyrtus karnyi
Euscyrtus karnyi är en insektsart som beskrevs av Tokuichi Shiraki 1930. Euscyrtus karnyi ingår i släktet Euscyrtus och familjen syrsor. Inga underarter finns listade i Catalogue of Life.